# T.H.E. Fox
T.H.E. Fox — антропоморфный комикс Джо Экайтиса, выходивший с 1986 по 1998 год. Это один из самых ранних онлайн-комиксов, предшествующий комиксу Where the Buffalo Roam более чем на пять лет. T.H.E. Fox был опубликован на CompuServe, Q-Link и GEnie, а позже в Интернете под именем Thaddeus. Несмотря на то, что комикс выходил еженедельно в течение нескольких лет, он так и не достиг цели Экайтиса по распространению в печати. Обновления стали менее частыми, и в конечном итоге прекратились совсем.

## Производство
Первые выпуски, состоящие из одной панели каждая, были нарисованы в виде пиксельной графики на графическом планшете KoalaPad для компьютера Commodore 64, сначала с помощью программы KoalaPainter, а затем Advanced OCP Art Studio. Каждая панель имела разрешение 160x200 в шестнадцати цветах (или 320x200 в восьми) и занимала от двух часов до половины дня. Позже выпуски рисовались красками, затем сканировались на ПК и дорабатывались с помощью Paintbrush. Персонажи обычно изображались в одной плоскости, хотя некоторые выпуски использовали наклонную или перспективную проекцию.

## Персонажи и темы
Комикс почти полностью состоял из гэгов; некоторые касались животной природы персонажей, но Экайтис предпочитал освещать новости и преувеличивать события повседневной жизни. Главного героя — Таддеуса Горацио Эберхарда, или просто Таддеуса Фокса — часто видели общающимся со своим соседом по комнате, кроликом Баннингтоном Эллсвортом (Банн Э. Рэббит). Среди других постоянных посетителей были доктор медицины Гризз Ли, Волк Уилт, неназванный койот и племянник Таддеуса, Фердинанд.

## Другие появления
Таддеус (в форме фурсьюта) и его создатель несколько раз появлялись в сериале Rapid T. Rabbit and Friends, а в течение ряда лет большинство эпизодов комикса транслировалось по кабельному телевидению. Таддеус также появился с Рэпидом Т. Рэббитом на параде Ду Да в Пасадене. Комикс упоминался в журналах .info и RUN и был предметом интервью круглого стола Commodore 64/128. Таддеус и Банн также фигурировали в редакционных карикатурах для San Bernardino Sun, посвященных делу об убийстве О. Дж. Симпсона и цене на продукты, и появлялись на обложках Commodore journal Twin Cities 128 (TC-128).